# Championnats d'Europe de judo 1961
Navigation
Édition précédente Édition suivante
La 10e édition des championnats d'Europe de judo, s'est déroulée le 13 mai 1961 à Milan, en Italie.

## Résultats

### Individuels
| Épreuves                         | Or                          | Argent                | Bronze                                          |
| -------------------------------- | --------------------------- | --------------------- | ----------------------------------------------- |
| 1e dan                           | Herbert Niemann (GDR)       | Yves Reymond (FRA)    | Benno Rigger (AUT) Josef Novotny (TCH)          |
| 2e dan                           | Jan Van Ierland (NED)       | Lionel Grossain (FRA) | Georges Bouvier (BEL) Anthony Sweeney (GBR)     |
| 3e dan                           | Jean-Pierre Dessailly (FRA) | Willem Dadema (NED)   | Heinrich Metzler (FRG) John Ryan (GBR)          |
| 4e dan                           | Nicola Tempesta (ITA)       | Théo Guldemont (BEL)  | Hein Essink (NED) Daniel Outelet (BEL)          |
| Poids légers - 68 kg             | Claude Mezembourg (FRA)     | André Bourreau (FRA)  | Luigi Fiocchi (ITA) Frantisek Kuna (TCH)        |
| Poids moyens - 80 kg             | Heinrich Metzler (FRG)      | Paul Kunisch (AUT)    | Michel Franceschi (FRA) Ferdinand Miebach (FRG) |
| Poids lourds + 80 kg             | Anton Geesink (NED)         | Herbert Niemann (GDR) | Franz Sinek (FRG) Borivoje Cvejic (YUG)         |
| Toutes catégories catégorie Open | Anton Geesink (NED)         | Michel Bourgoin (FRA) | Karl Nitz (GDR) John Ryan (GBR)                 |

### Par équipes
| Épreuve     | Or                                                                                    | Argent | Bronze |
| ----------- | ------------------------------------------------------------------------------------- | --- | --- |
| Par équipes | Pays-Bas Willem Dadema Adri de Wolf Johannes Schaeffer Anton Geesink Theo van Ierland | France Michel Bourgoin Henri Courtine Jean-Pierre Dessailly Lionel Grossain Alphonse Lemoine Mathieu Vallauri | Royaume-Uni Kenneth Maynard Ray Ross John Ryan Anthony Sweeney W. Woodhead Italie Danilo Baccianini Romano Polverari Nicola Tempesta Remo Venturelli Gino Zanchetti |

## Tableau des médailles
Les médailles obtenues dans la compétition par équipes ne sont pas comptabilisées dans le tableau de médailles.
| Rang  | Nation               | Or | Argent | Bronze | Total |
| ----- | -------------------- | -- | ------ | ------ | ----- |
| 1     | Pays-Bas             | 3  | 1      | 1      | 6     |
| 2     | France               | 2  | 4      | 1      | 7     |
| 3     | Allemagne de l'Est   | 1  | 1      | 1      | 3     |
| 4     | Allemagne de l'Ouest | 1  | 0      | 3      | 4     |
| 5     | Italie               | 1  | 0      | 1      | 2     |
| 6     | Belgique             | 0  | 1      | 2      | 3     |
| 7     | Autriche             | 0  | 1      | 1      | 2     |
| 8     | Royaume-Uni          | 0  | 0      | 3      | 3     |
| 9     | Tchécoslovaquie      | 0  | 0      | 2      | 2     |
| 7     | Yougoslavie          | 0  | 0      | 1      | 2     |
| Total | Total                | 8  | 8      | 16     | 32    |

## Sources
- Podiums complets sur le site JudoInside.com.

- Epreuve par équipes sur le site allemand sport-komplett.de.